# Pacific Coast Championships 1976
Il Pacific Coast Championships 1976 è stato un torneo di tennis giocato sul sintetico indoor. È stata l'87ª edizione del Pacific Coast Championships, che fa parte del Commercial Union Assurance Grand Prix 1976. Si è giocato a San Francisco negli Stati Uniti, dal 27 settembre al 3 ottobre 1976.

## Campioni

### Singolare
Roscoe Tanner ha battuto in finale  Brian Gottfried con il punteggio di 4–6, 7–5, 6–1

### Doppio
Dick Stockton /  Roscoe Tanner hanno battuto in finale  Brian Gottfried /  Bob Hewitt con il punteggio di 6–3, 6–4